# Vrhovni štab NOV in POJ
Vrhovni štab NOV in POJ je bilo glavno poveljstvo NOV in POJ med drugo svetovno vojno.

## Poimenovanje
- Glavni štab NOPOJ (? - september 1941)
- Vrhovni štab NOPOJ (26. september 1941 - januar 1942)
- Vrhovni štab NOV in DVJ (januar - november 1942)
- Vrhovni štab NOV in POJ (november 1942 - 1. marec 1945)
- Generalštab Jugoslovanske armade (1. marec 1945 - ?)

## Sestava
Vrhovni poveljnik NOV in POJ
- Josip Broz Tito

Načelnik
- Arso Jovanović (december 1941 - ?)

Pomočnika
- Velimir Terzić
- Pavle Ilić

Člani
- Edvard Kardelj (december 1941 - ?)
- Aleksandar Ranković (december 1941 - ?)
- Ivan Milutinović (december 1941 - ?)
- Milovan Đilas (december 1941 - ?)
- Vladimir Popović (december 1941 - ?)
- Ivo Lola Ribar (december 1941 - ?)
- Svetozar Vukmanović-Tempo (december 1941 - ?)
- Sreten Žujović (december 1941 - ?)
- Arso Jovanović (december 1941 - ?)
- Rade Hamović (maj 1942 - ?)
- Petar Drapšin (maj 1942 - ?)
- Vlado Šegrt (maj 1942 - ?)
- Uglješa Danilović (maj 1942 - ?)
- Vojislav Đokić (maj 1942 - ?)
- Peko Dapčević (maj 1942 - ?)
- Sava Kovačević (maj 1942 - ?)
- Savo Orović (maj 1942 - ?)
- Radivoje Jovanović (maj 1942 - ?)
- Vlada Zečević (maj 1942 - ?)
- Ivan Rukavina (maj 1942 - ?)
- Franc Leskošek (avgust 1942 - ?)
- Ivan Maček - Matija (avgust 1942 - ?)